# E. Dieter Fränzel

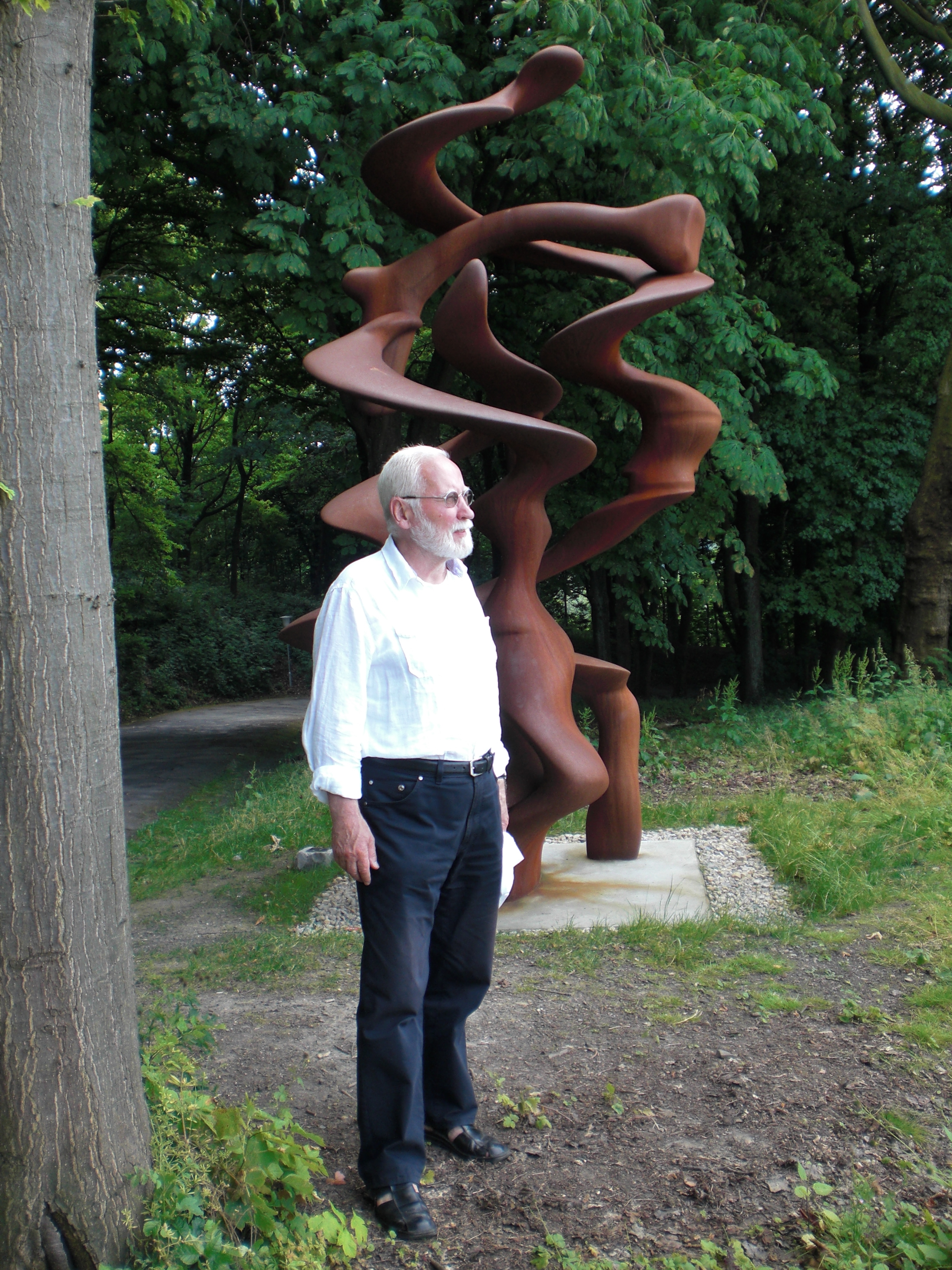
E. Dieter Fränzel 2009
(im Skulpturenpark Waldfrieden)

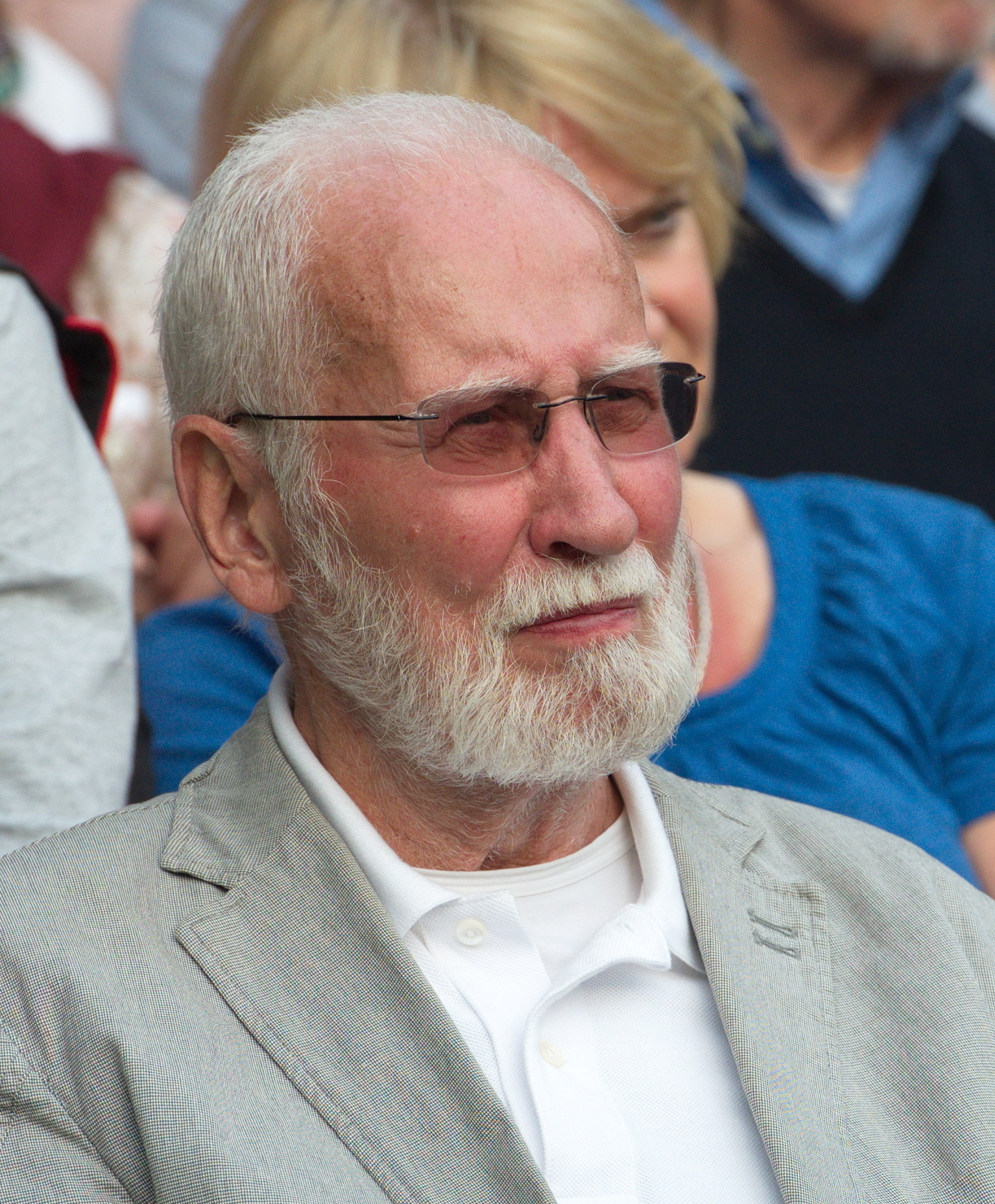
Fränzel 2016

Ernst Dieter Fränzel (* 23. Juli 1935 in Wuppertal-Elberfeld) ist ein deutscher Kultur- und Medienpädagoge, Musikproduzent und Autor. Seit den 1960er Jahren organisiert er alternative Kulturprojekte.

## Leben und Wirken
Fränzel erlernte bei der Barmer Maschinenfabrik Rittershaus & Blecher den Beruf des Maschinenschlossers, um sich dann als Technischer Zeichner zu qualifizieren. Gemeinsam mit Freunden gründete er 1957 in Barmen den Jazzclub „Jazzkatakombe“, im Folgejahr die Interessengemeinschaft Jazz Wuppertal. Nach sozialpädagogischer Ausbildung an der Evangelischen Jugendakademie Radevormwald und Diplom an der Akademie Remscheid war er beruflich als Kultur- und Medienpädagoge tätig.
In den 1960er Jahren war Fränzel Jazzreferent beim Deutschen Jugend-Veranstaltungsdienst in Düsseldorf, war Mitbegründer der Arbeitsgemeinschaft Westdeutscher Jazzclubs und Filmreferent der Deutschen Jazz Föderation. Er betrieb ein eigenes Konzert- und Gastspielbüro, arbeitete für Peter Brötzmann und Irene Schweizer, organisierte Tourneen mit u. a. Carla Bley, Paul Bley, Wolfgang Dauner, Gunter Hampel, Inge Brandenburg. In Wuppertal gründete er 1964 das Jazz-Labor und die Zeitkunst-Gesellschaft zur Förderung zeitgemäßer Kunst und Kultur, die auch die Reihe Jazz im Opernhaus veranstaltete. 1964 holte er Charles Mingus zu einem (später für Enja auf Tonträger produzierten) Konzert in die Stadthalle nach Wuppertal.
Von 1968 bis 1973 war er als Leiter des Aktionszentrums „impuls“ tätig, in dem er neben Konzerten und Lesungen auch ein Programmkino etablierte. 1974 war er Mitbegründer des Kommunikationszentrums „die börse“, eines der ersten soziokulturellen Zentren Deutschlands, an dessen Planung und Konzeption er maßgeblich beteiligt war. Dort wirkte er zunächst ebenfalls als Programmgestalter und ist heute im Beirat aktiv.
Ab 1976 war er dreizehn Jahre bei der Stadt Unna beschäftigt, zuletzt als Fachbereichsleiter für kommunale Kulturarbeit, wo er die von Axel Sedlack konzipierte alternative Kulturpolitik der Kreisstadt mit entwickelte und gestaltete. Dazu holte er Künstler wie Hoffmanns Comic Teater um Peter Möbius dauerhaft nach Unna und veranstaltete die Konzertreihe Jazz aktuell sowie 1982 das Jazzfest Unna, wo er u. a. die Musik für ein Album von Peter Brötzmann und Günter Baby Sommer produzierte. 1989 kehrte er beruflich nach Wuppertal zurück, um im Kulturamt als Projektleiter die „Interkulturellen Begegnungen“ zu verantworten. Anschließend war er bis 1998 bei der Volkshochschule der Stadt Wuppertal tätig.
2009 begründete er die Konzertreihe „KlangArt“ im Skulpturenpark von Tony Cragg, die er auch als Kurator betreute. Als Autor hat Fränzel nicht nur zahlreiche Artikel und Beiträge zur Jazzmusik, zu Kommunikationszentren und Soziokultur in verschiedenen Publikationen veröffentlicht, sondern auch ein Buch zur Regionalgeschichte des Jazz in Wuppertal initiiert und herausgegeben. 2006 veranstaltete er eine Ausstellung zur Geschichte des Jazz in Wuppertal. Weiterhin war er Sprecher des Beirats der Peter Kowald Gesellschaft / ort e. V.

## Schriften
- Sounds like Whoopataal: Wuppertal in der Welt des Jazz Klartext Verlag: Essen 2006 (2. erweiterte Auflage 2008, mit JAZZ AGe Wuppertal)
- Heiner Bontrup & E. Dieter Fränzel Die Ernst Höllerhagen-Story: Ein Jazz-Musiker zwischen Nationalsozialismus und Wirtschaftswunder. Wiederentdeckung einer Swinglegende. Mit Diskographie (1934–1955) NordPark: Wuppertal 2011